# Beker van Benin
De Beker van Benin is het nationale voetbalbekertoernooi in Benin dat wordt georganiseerd door de Fédération Béninoise de Football. Het toernooi ging van start in 1974 en wordt volgens het knock-outsysteem gespeeld.

## Finales
| Jaar                    | Winnaar                                    | Uitslag           | Finalist                    |
| ----------------------- | ------------------------------------------ | ----------------- | --------------------------- |
| 1974                    | Étoile Sportive Porto-Novo                 |                   |                             |
| 1975-1977 geen toernooi |                                            |                   |                             |
| 1978                    | Requins de l'Atlantique FC                 |                   |                             |
| 1979                    | Buffles du Borgou FC                       |                   |                             |
| 1980 geen toernooi      |                                            |                   |                             |
| 1981                    | Requins de l'Atlantique FC                 |                   |                             |
| 1982                    | Buffles du Borgou FC                       |                   |                             |
| 1983                    | Requins de l'Atlantique FC                 |                   |                             |
| 1984                    | Dragons de l'Ouémé                         |                   |                             |
| 1985                    | Dragons de l'Ouémé                         |                   |                             |
| 1986                    | Dragons de l'Ouémé                         |                   |                             |
| 1987 geen toernooi      |                                            |                   |                             |
| 1988                    | Requins de l'Atlantique FC                 |                   |                             |
| 1989                    | Requins de l'Atlantique FC                 |                   |                             |
| 1990                    | Dragons de l'Ouémé                         |                   |                             |
| 1991                    | Mogas 90 FC                                |                   |                             |
| 1992                    | Mogas 90 FC                                |                   |                             |
| 1993                    | Locomotive Cotonou                         |                   |                             |
| 1994                    | Mogas 90 FC                                |                   |                             |
| 1995                    | Mogas 90 FC                                | 2-1               | Toffa Cotonou               |
| 1996                    | Université Nationale du Bénin (Porto Novo) | 1-0               | Requins de l'Atlantique FC  |
| 1997                    | Energie Sport (Cotonou)                    | 0-0 ns (9-8)      | Entente Force Armée         |
| 1998                    | Mogas 90 FC                                |                   |                             |
| 1999                    | Mogas 90 FC                                |                   |                             |
| 2000                    | Mogas 90 FC                                | 1-0               | Buffles du Borgou FC        |
| 2001                    | Buffles du BorgouFC                        | 1-0               | Dragons de l'Ouémé          |
| 2002                    | JS Pobé                                    | 0-0, 1-1 ns (4-3) | Mogas 90 FC                 |
| 2003                    | Mogas 90 FC                                | 1-0 nv            | Soleil FC                   |
| 2004                    | Mogas 90 FC                                | 1-0               | Requins de l'Atlantique FC  |
| 2005 onbekend           |                                            |                   |                             |
| 2006                    | Dragons de l'Ouémé                         | 0-0, 2-0          | Mogas 90 FC                 |
| 2007                    | Université Nationale du Bénin              | 2-0               | AS Oussou Saka (Porto-Novo) |
| 2008                    | ASPAC FC                                   | 1-0               | Dadjè FC (Aplahoué)         |
| 2009-2010 onbekend      |                                            |                   |                             |
| 2011                    | Dragons de l'Ouémé                         | 2-1               | AS Oussou Saka              |
| 2012                    | Mogas 90 FC                                | 3-0               | Dragons de l'Ouémé          |
| 2013 niet gespeeld      |                                            |                   |                             |
| 2014                    | AS Police (Porto Novo)                     | 2-2 ns (4-3)      | Ayéma FC                    |

Algerije ·
Angola ·
Benin ·
Botswana ·
Burkina Faso ·
Burundi ·
Centraal-Afrikaanse Republiek ·
Comoren ·
Congo-Brazzaville ·
Congo-Kinshasa ·
Djibouti ·
Egypte ·
Equatoriaal-Guinea ·
Ethiopië ·
Gabon ·
Gambia ·
Ghana ·
Guinee ·
Guinee-Bissau ·
Ivoorkust ·
Kameroen ·
Kenia ·
Lesotho ·
Liberia ·
Libië ·
Madagaskar ·
Mali ·
Marokko ·
Mauritanië ·
Mauritius ·
Mozambique ·
Namibië ·
Niger ·
Nigeria ·
Oeganda ·
Réunion ·
Rwanda ·
Sao Tomé en Principe ·
Senegal ·
Seychellen ·
Sierra Leone ·
Soedan ·
Somalië ·
Swaziland ·
Tanzania ·
Togo ·
Tsjaad ·
Tunesië ·
Zambia ·
Zimbabwe ·
Zuid-Afrika